# Meaux
Meaux je mesto in občina v osrednji francoski regiji Île-de-France, podprefektura departmaja Seine-et-Marne. Leta 2012 je mesto imelo 53.623 prebivalcev.

## Geografija
Kraj leži v osrednji francoski pokrajini Brie ob reki Marni in kanalu Ourcq, 51 km severno od Meluna in 43 km severovzhodno od središča Pariza. Po številu prebivalstva je največje naselje v departmaju.

## Administracija
Meaux je sedež dveh kantonov:
- Kanton Meaux-Jug (del občine Meaux, občine Fublaines, Isles-lès-Villenoy, Mareuil-lès-Meaux, Montceaux-lès-Meaux, Nanteuil-lès-Meaux, Trilbardou, Trilport, Vignely, Villenoy: 36.698 prebivalcev),
- Kanton Meaux-Sever (del občine Meaux, občine Barcy, Chambry, Chauconin-Neufmontiers, Crégy-lès-Meaux, Germigny-l'Évêque, Penchard, Poincy, Varreddes: 50.995 prebivalcev).

Mesto je prav tako sedež okrožja, v katerega so poleg njegovih dveh vključeni še kantoni Coulommiers, Crécy-la-Chapelle, Dammartin-en-Goële, La Ferté-sous-Jouarre, Lizy-sur-Ourcq in Mitry-Mory z 280.607 prebivalci.

## Zgodovina
Meaux je dobil ime po galskem plemenu Meldii (Civitas Meldorum). V 3. stoletju je prišlo s svetim Dionizijem Pariškim (Saint Denis) na to ozemlje krščanstvo, njegov naslednik sv. Saintin pa je postal prvi škof Meauxa. Od leta 852 do 886 je bil pod oblastjo Normanov, od 888 do 1019 pa je pod Vermandoisi postal glavno mesto grofije Meaux. Sledilo je obdobje šampanjskih grofov, ki so dobili tudi naziv grofov Meauxa. Stoletna vojna je kraj zaznamovala s plenjenji, kugo in lakoto. V času verskih vojn je bil Meaux zelo aktiven, kar se tiče protestantizma. Okoli lokalnega škofa se je tako leta 1521 zbral krog njegovih prijateljev in humanistov, ki so zahtevali prenovo in vrnitev h koreninam krščanstva.

## Znamenitosti
Meaux je uvrščen na seznam francoskih umetnostno-zgodovinskih mest.
- Katedrala sv. Štefana iz 12. stoletja;

## Pobratena mesta
- Basildon (Združeno kraljestvo),
- Heiligenhaus (Nemčija),